# Villa Armira

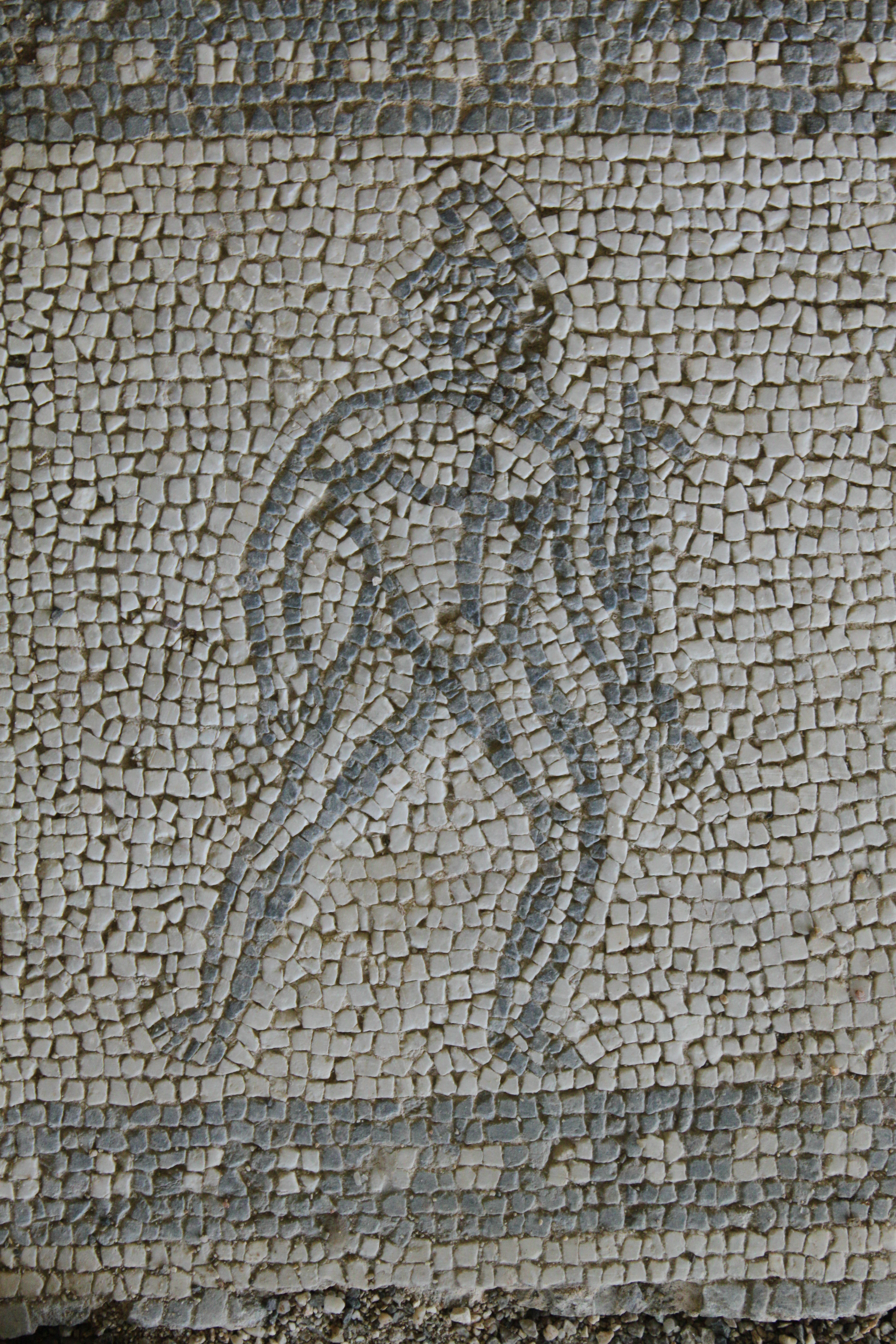
Bodenmosaik in der Villa Armira

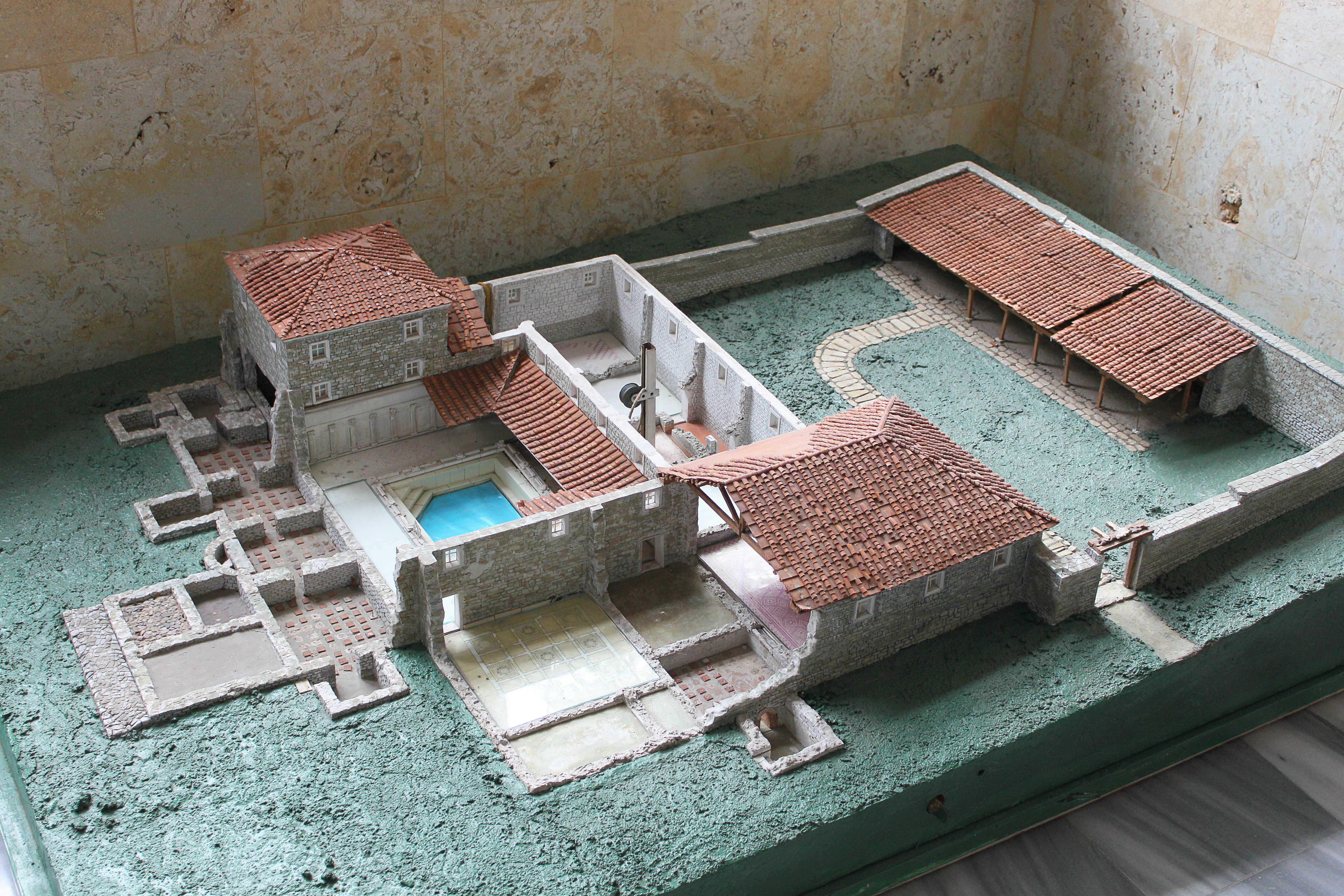
Modell der Villa Armira im Historischen Museum Iwailowgrad

Die Villa Armira (bulgarisch Вила Армира) ist eine vorstädtische, antike römische Villa (Landhaus, Villa rustica) in Südostbulgarien. Sie befindet sich etwa 2 km südlich von Iwajlowgrad in der Provinz Chaskowo und ist eine der bemerkenswertesten römischen Villen in der römischen Provinz Thrakien. Die in der Villa gefundenen, vielfältigen Bodenmosaiken mit verschlungenen geometrischen, pflanzlichen, zoomorphen und anthropomorphen Motiven stellen den größten Fund seiner Art in Bulgarien dar, der höchstens noch mit den Bodenmosaiken in Marcianopolis (heute Dewnja) vergleichbar ist. Heute ist die Villa unter dem Namen Villa Armira bekannt, der vom Namen des kleinen Flüsschens Armira (auch Aterenska reka genannt – bulg. Атеренска река) abgeleitet ist, an dessen Ufer die Villa liegt. Der Fluss Armira ist ein Zufluss der Arda, die wiederum ein Nebenfluss der Mariza ist.
Die Villa Armira ist heute als Kulturdenkmal von nationaler Bedeutung eingestuft.

## Entdeckung
Die Villa wurde 1964 zufällig von Arbeitern während der Bauarbeiten für einen kleinen Staudamm entdeckt.
Durch die Lage der Villa am Fuße eines kleinen Hangs war sie von der herabgespülten Erde vollständig bedeckt und blieb so über Jahrhunderte unentdeckt. Der Bau des Klein-Staudamms („Mikro-Staudamm“) wurde nach der Entdeckung zeitweise eingestellt. Archäologische Grabungen stellten dann klar, dass es sich um die Reste einer vorstädtischen Villa aus der Periode des Römischen Reiches handelte. Anfänglich plante man die Funde zu bergen, weshalb man alle Bodenmosaiken mit einer Spezialtechnik durch eine unterspritzte Betonplatte in größeren Stücken fixierte. Letztendlich entschloss man sich dann aber doch die Funde am Ort zu belassen und vor Ort ein Museum einzurichten. Der Bau des Kleinstaudamms in dieser kleinen Talmulde wurde endgültig aufgegeben. Der bereits fertiggestellte Wasserentnahmeturm aus Beton im Staudamm steht noch heute in der Nähe des Museums.
Die Villa wurde mit Hilfe der Finanzierung aus dem PHARE-Programm der Europäischen Union rekonstruiert und partiell wiedererrichtet (Anastilosis) und 2008 für Besucher geöffnet.

## Geschichte

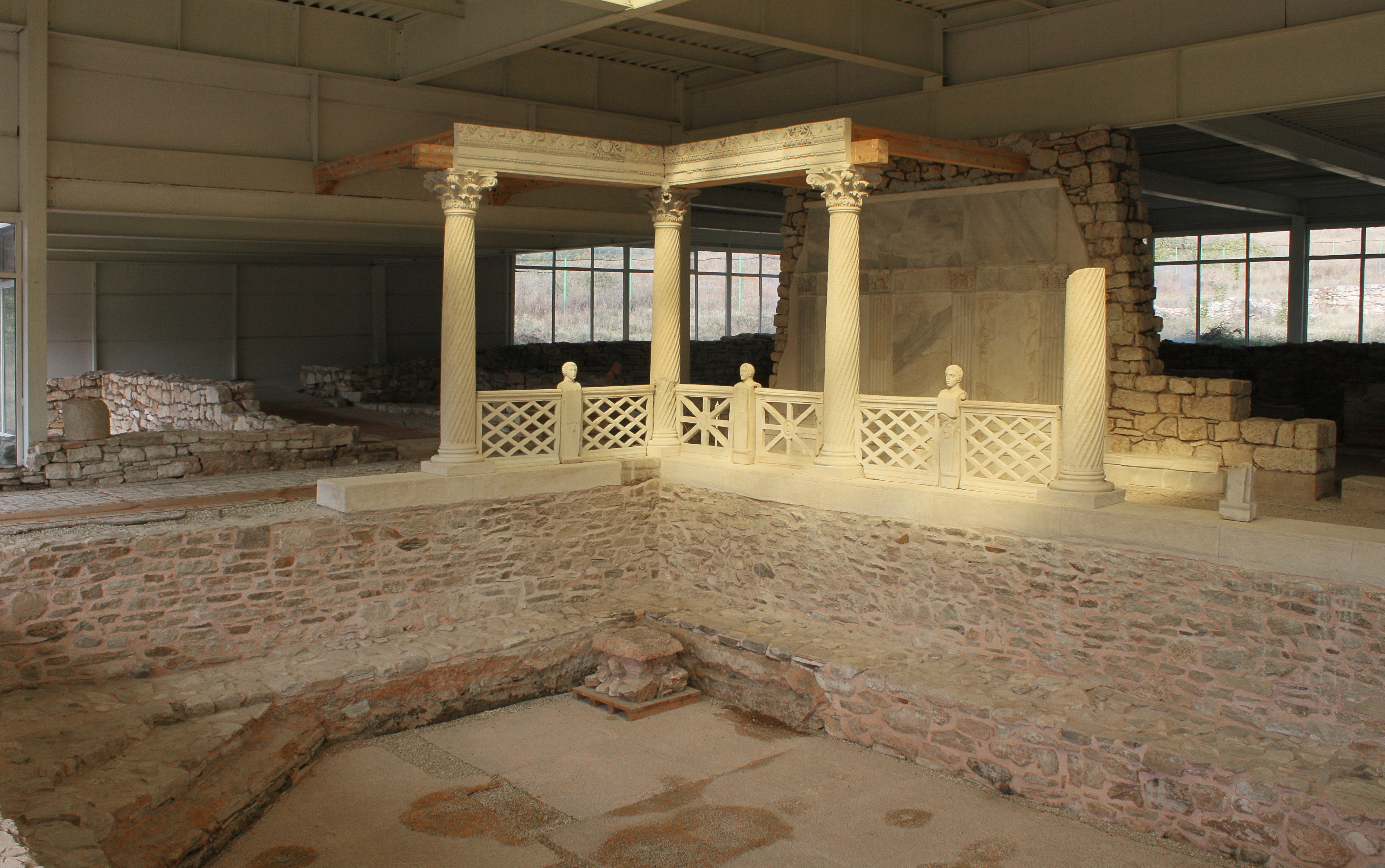
Nordwestlicher Teil des Wasserbeckens, mit rekonstruierte Säulen, Geländer aus durchbrochenem Marmor mit und menschlichen Köpfen auf den Streben (Herme) des Geländers

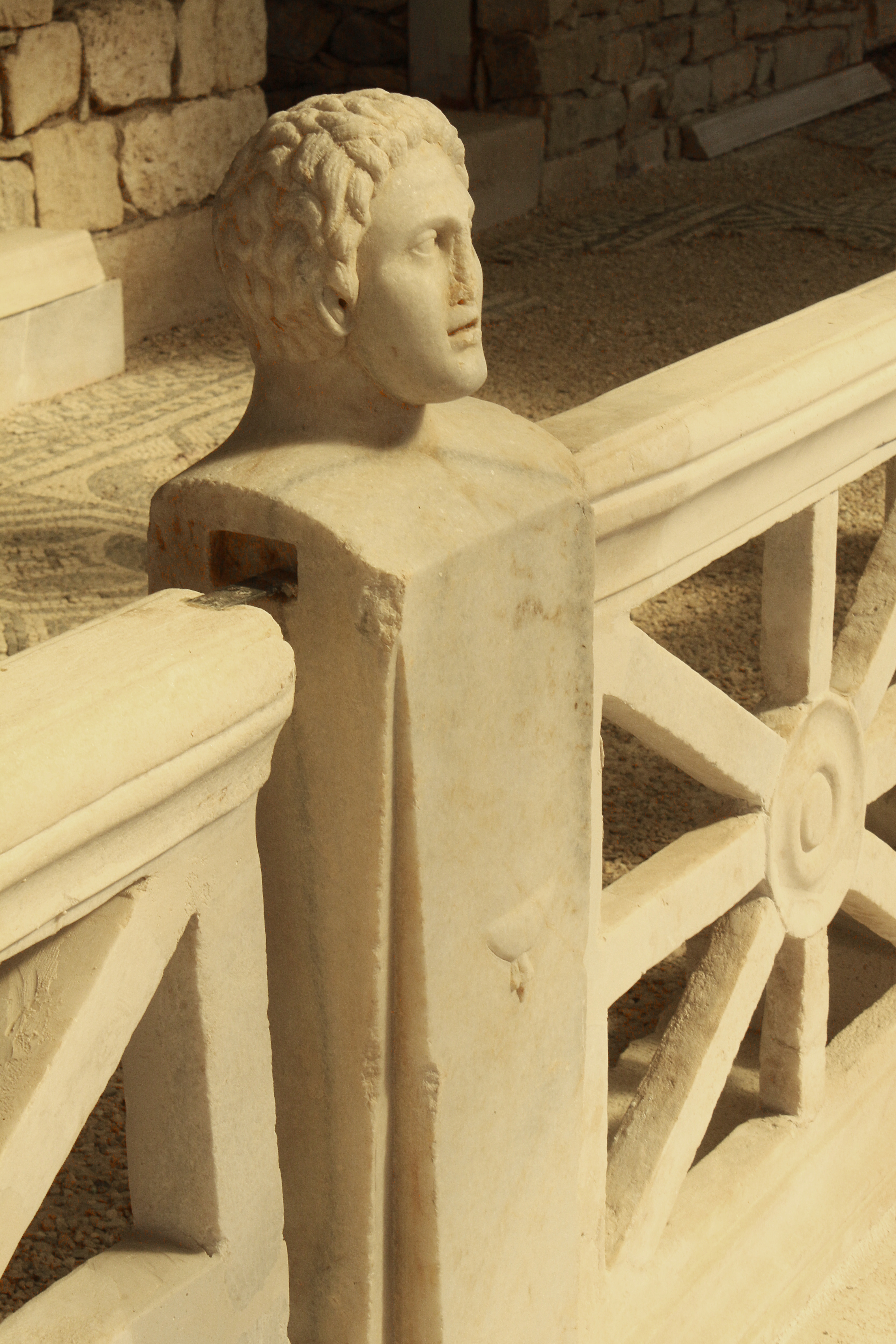
Brüstung am Wasserbecken

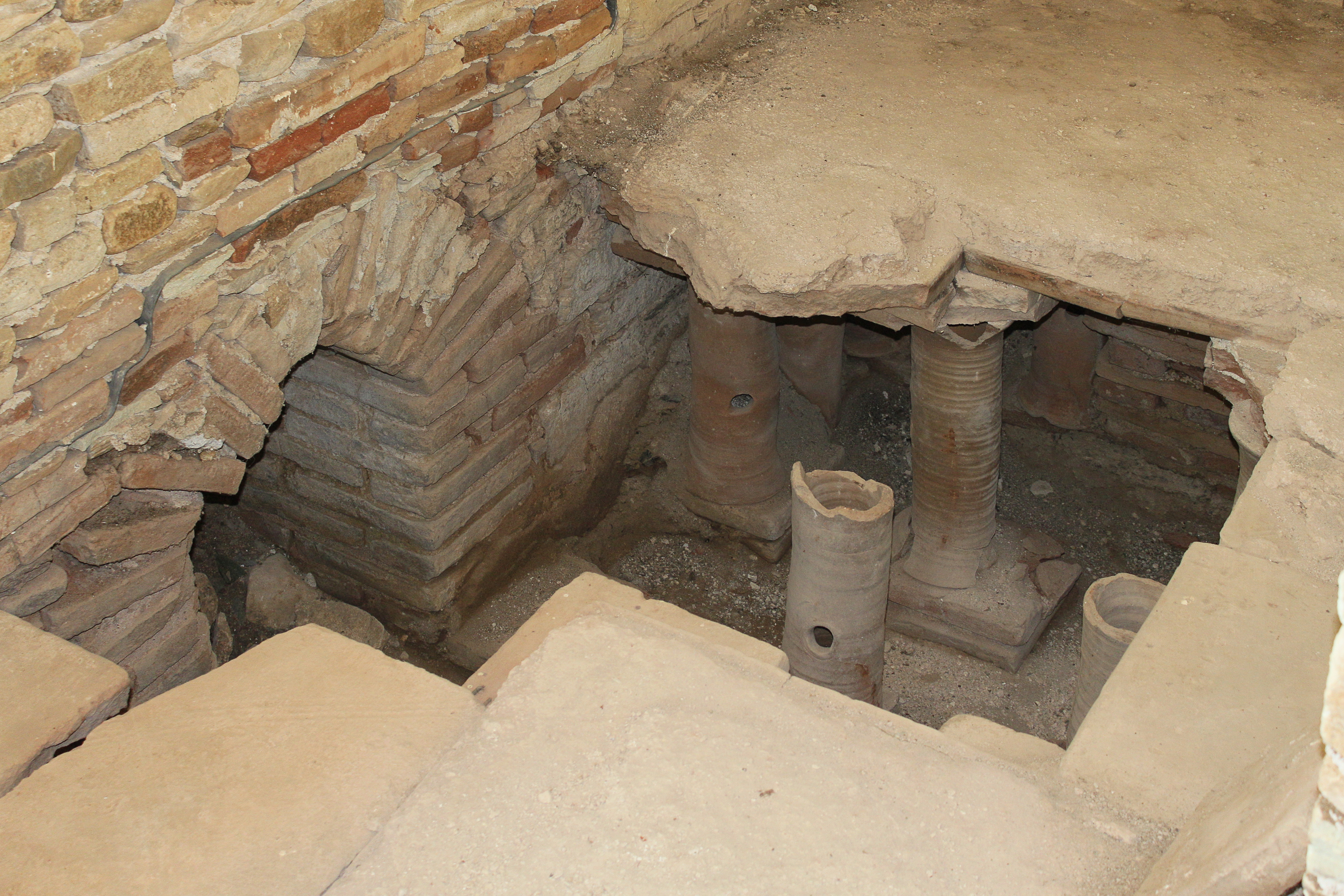
Hypokaust in der Villa Armira

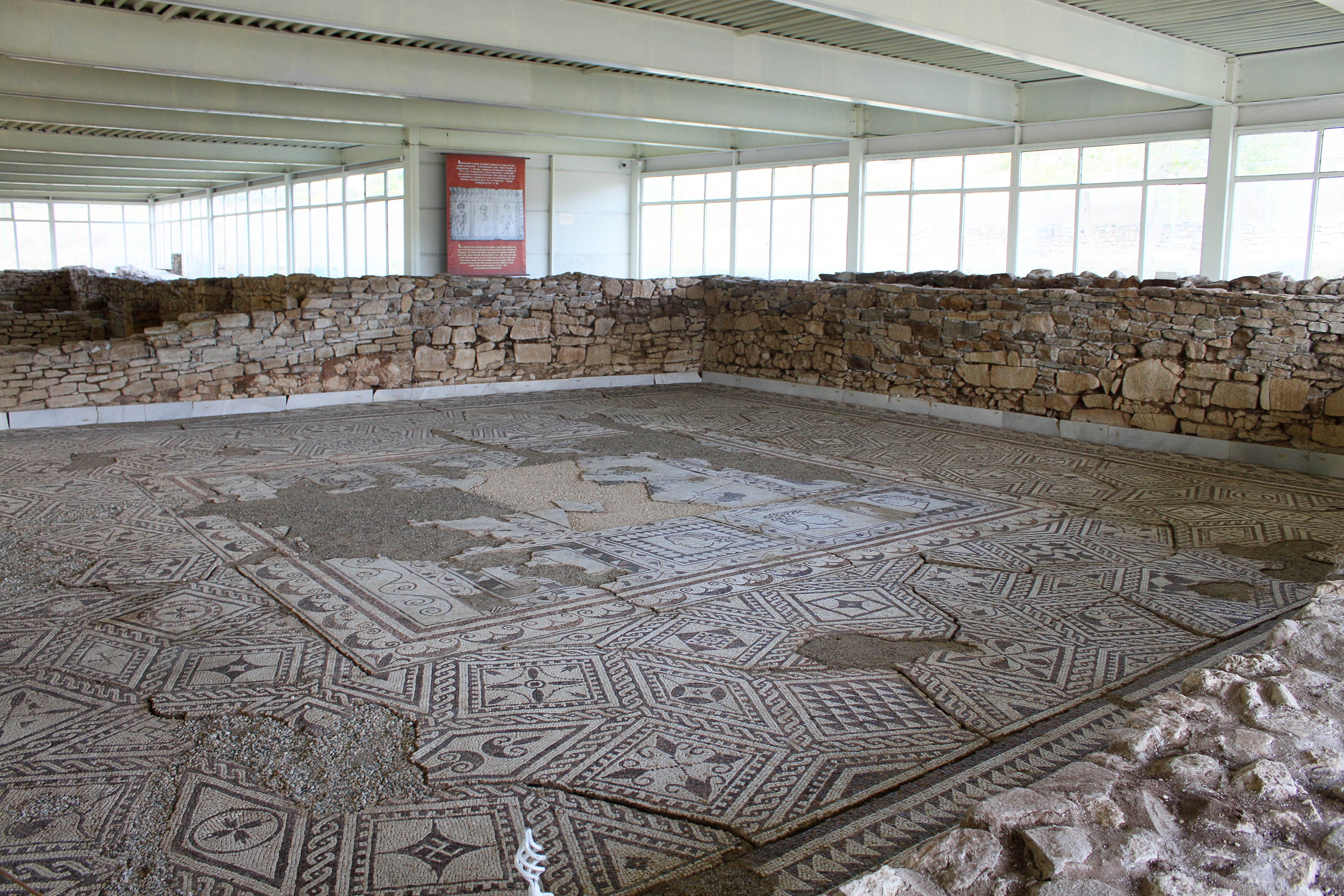
Der große Saal

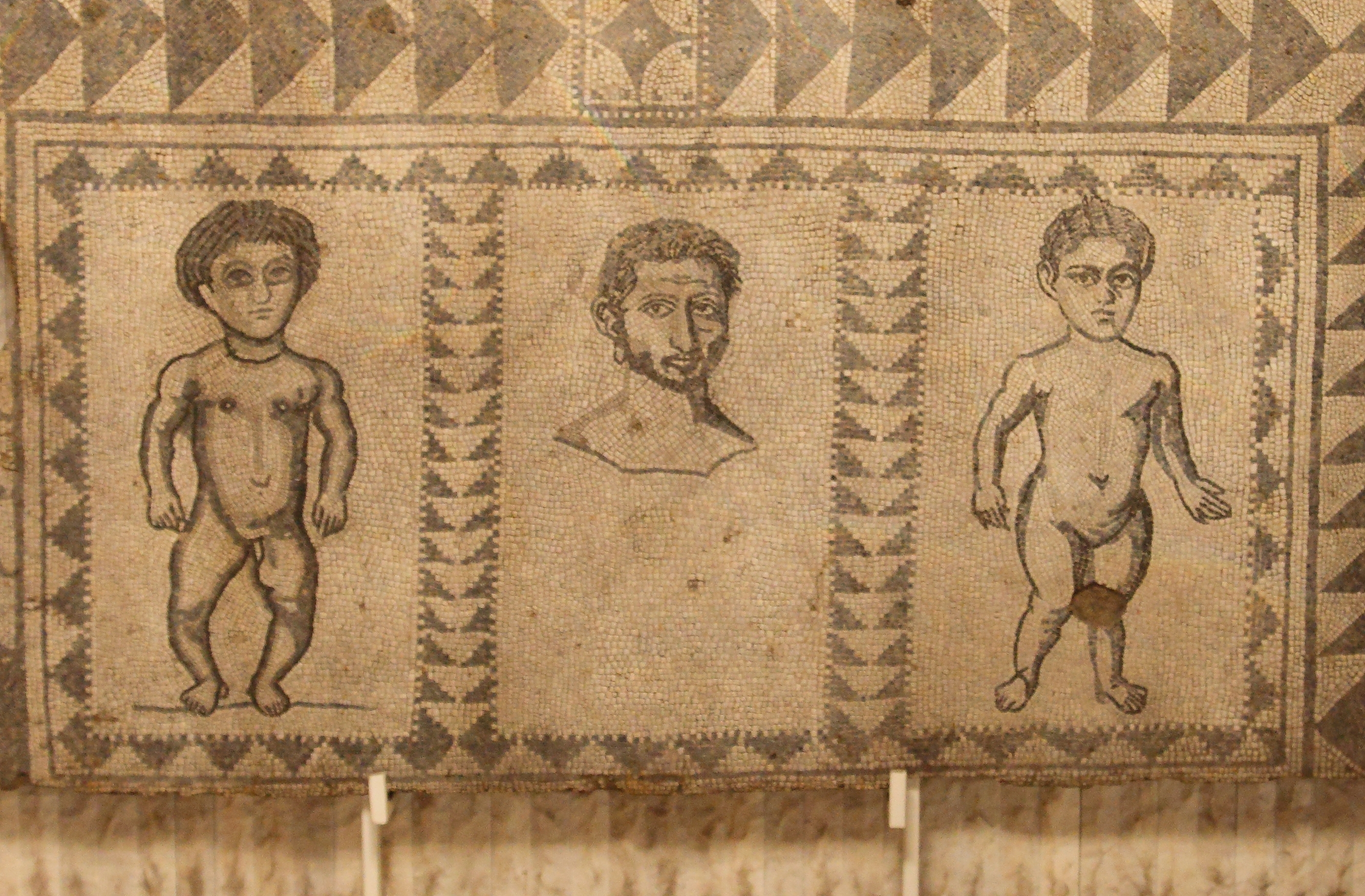
Das zentrale Teilstück des Bodenmosaiks im großen Saal (mit den Porträt des Hausherren und seiner Kinder) befindet sich im Nationalen Historischen Museum in Sofia

Die Villa wurde in der zweiten Hälfte des 1. Jahrhunderts erbaut (zwischen 50 und 70 n. Chr.), kurz nach der Gründung der römischen Provinz Thrakien 46 n. Chr. Ursprünglich gehörte die Villa einem thrakischen Adligen in römischen Diensten, der wahrscheinlich Statthalter der Umgebung war.
Zu Beginn des 2. Jahrhunderts wurde für den Bau der Villa direkt am Bauplatz eine Werkstatt für die künstlerischen Arbeiten und die Marmorbearbeitung eingerichtet, der weiße Marmor dafür wurde direkt in der Umgebung gewonnen. Die Steinhauer für diese Arbeiten wurden aus der kleinasiatischen Stadt Aphrodisias geholt, die zur Römerzeit für ihre Bildhauerschule bekannt war.
Die Villa Armira war bis zum späten 4. Jahrhundert bewohnt. Ihre Zerstörung stand im Zusammenhang mit der großen Verwüstung der Region von Hadrianopolis im Jahre 378 – während des zweiten Krieges der Römer gegen die Goten (Gotenkrieg (376–382)). 378 wurden dort die Römer in der Schlacht von Adrianopel unter Kaiser Valens von den Goten geschlagen. Der Kaiser wurde während der Schlacht verwundet und von seinen Soldaten zu einer Villa in der Nähe des Schlachtfeldes getragen (Die Villa Armira liegt 40 km westlich von Hadrianopel). Dann entdeckten die Goten jedoch den Zufluchtsort des verwundeten Kaisers. Sie nahmen die Villa ein, brannten sie nieder und erschlugen den Kaiser. Möglicherweise trugen sich diese Ereignisse in der Villa Armira zu. Sicher ist jedoch nur, dass die Villa um diese Zeit niederbrannte.

## Beschreibung
Die Villa liegt auf 200 m Höhe, am südlichen Fuße eines 300 m hohen Berges. Die Frontseite der Villa ist nach Süden ausgerichtet. Dort, an den östlichen Ausläufern der Ostrhodopen (zur Römerzeit Arpsos genannt – bulg. Арпезос), geht das flache, nur noch leicht hügelige Gebirge in eine Tiefebene über, die sich nach Osten erstreckt, durch diese Ebenen fließt die Arda nach Osten zum 40 km entfernten Edirne.
Die Villa ist ein größerer Komplex aus Wohngebäuden und Wirtschaftsbauten. Das zweistöckige, U-förmige Gebäude hat eine Grundfläche von 3600 m², umgeben von einem Garten. Davon nehmen die Wohngebäude eine Fläche von 978 m² ein, einschließlich eines größeren Innenhofs mit umlaufendem Säulengang (Peristyl), der ein Wasserbecken (Impluvium – 11 × 7 m, fast 2 m tief) umgibt. Die Wohnräume sind um den Innenhof herum angeordnet – Esszimmer, Wohnzimmer, Schlafzimmer, Bad. Die Beheizung erfolgte durch Bodenheizung (Hypokaustum), die Bodenplatten standen auf kleinen Ziegelsäulen, zwischen denen die von einem Feuer aufgeheizte Luft durchströmte.
Die Villa hatte 22 separate Räume zu ebener Erde und zusätzlich eine Panoramaterrasse. Das ganze Erdgeschoss war mit reich verziertem, weißen Marmor verkleidet.
Die Bodenmosaiken zeigen typische Motive der antiken römischen Kunst. Die Mosaiken im Zimmer des Hausherren (dominus) stellen den Hausherren dar, der die Villa im 2. Jahrhundert besaß, sowie seine beiden Kinder. Das sind die einzigen in Bulgarien aufgefundenen Mosaik-Porträts aus der römischen Epoche.
Ein verbreitetes und wiederkehrendes Thema in der Dekoration der Villa ist die Gorgo Medusa. Im 3. Jahrhundert wurde die Villa durch den Anbau eines Empfangssaals/Speisesaals (Triclinium, 11,70 × 10,90 m) mit dazugehörigen Nebenräumen für den Service und einer Bodenheizung (Hypokaustum) nach Osten erweitert, da die Villa im Laufe der Zeit für ihre Bewohner zu klein geworden war. So wurde das Gebäude in eine Palastvilla umgewandelt.
Das Porträt des Hausherren und seiner beiden Kinder aus dem 2. Jahrhundert sind heute im Nationalen Historischen Museum in Sofia zu sehen. Die Keramikfunde sind im Nationalen Archäologischen Museum in Sofia zu sehen. Kopien der Marmordekoration werden im Regionalen Historischen Museum Kardschali ausgestellt.
Während der Grabungen wurden gut erhaltene Bodenmosaiken mit figuralen und geometrischen Motiven entdeckt, ebenso Kapitelle, durchbrochene (à jour) Brüstungen in Marmor in Gitterform, die das Wasserbecken umgaben, Pfeiler mit aufgesetztem Kopf (Hermen), Bruchstücke von Säulen, Pilaster und Marmorverzierungen und -verblendungen. Auch viele Keramikgefäße, Schmuckgegenstände und Gegenstände des Alltagsgebrauchs wurden gefunden.
Um das Wasserbecken läuft ein Säulengang mit Säulen im korinthischen Stil, die Wand entlang des Säulenganges ist mit Pilastern und Friesen verziert.
Die Villa ist standesgemäß mit Bodenmosaiken, Verzierungen und reichen Marmordekorationen in allen Räumen ausgeschmückt, sowie einem Farbanstrich. In dieser Hinsicht ist die Villa die spektakulärste aller bis jetzt bekannten ähnlichen Gebäude auf dem Gebiet der römischen Provinz Thrakien. Gebäude mit einer ähnlichen Marmorverkleidung sind in den Provinzen des Römischen Reiches (1. bis 5. Jahrhundert) nur selten anzutreffen. Besonders wichtig ist der Umstand, dass der gut erhaltene Zustand der dekorativen Elemente praktisch die vollständige Wiederherstellung des Gebäudeinneren erlaubte.
Wegen der Bodensenkung im Bereich der angrenzenden Wirtschaftsgebäude waren diese in einem schlechteren Zustand. Der Wirtschaftskomplex sollte die landwirtschaftliche Nutzung der zur Villa gehörenden Felder ermöglichen, die Aufbewahrung der landwirtschaftlichen Geräte und der landwirtschaftlichen Erzeugnisse, sowie deren Weiterverarbeitung in diesen Wirtschaftsgebäuden. Es gibt jedoch keine konkreten Daten über die zur Villa gehörende Landwirtschaft.

## Familien-Nekropole
In der Nähe der Villa Armira, auf dem Gebiet des heutigen Dorfes Swiratschi (bulg. Свирачи) befindet sich ein antiker Grabhügel (Hügelgrab = Tumulus) (41° 28′ 52″ N, 26° 7′ 12″ O), aufgeschüttet auf einem Steinfundament. Diese Nekropole war während der römischen Epoche in Benutzung, genauer, während der frühen Herrschaftsperiode von Kaiser Trajan (97–117).
Wahrscheinlich wurde die Nekropole, die 2,3 km Luftlinie südöstlich der Villa Armira liegt, als Familiengrab für die Besitzer der Villa Armira benutzt. Der auf dem Grab aufgeschüttete Grabhügel ist ca. 16 Meter hoch. Die Aufschüttung liegt auf einer massiven Steinkonstruktion von ungefähr 200 Metern Länge, rund um die Basis des Hügels.
Auf dem Territorium des heutigen Bulgarien gibt es keine Konstruktion die mit diesem Grabhügel aus der frühen römischen Epoche vergleichbar ist. Auf der kompliziert aufgebauten Basis (Stylobat) aus Bruchstein und Mörtel wurde eine Steinverkleidung angebracht. Die ganze Konstruktion folgte offensichtlich einem vorgefassten, architektonischen Plan. Die Blöcke der Verkleidung haben eine Länge von bis zu 3,70 Metern und jeder ist auf der Außenseite bogenförmig gestaltet. Sie sind stufenförmig in 10 Reihen angeordnet. Die Verbindung zwischen ihnen wurde durch massive Eisenklammern realisiert, die mit Blei verlötet waren. Der Grabhügel ist über zahlreichen kleineren Gräbern aufgeschüttet; die Erde dazu wurde aus der Umgebung genommen. In der aufgeschütteten Erde finden sich auch prähistorische Materialien, sie stammen wahrscheinlich aus einer nahegelegenen Siedlung.